# Homosexualidad entre los antiguos celtas

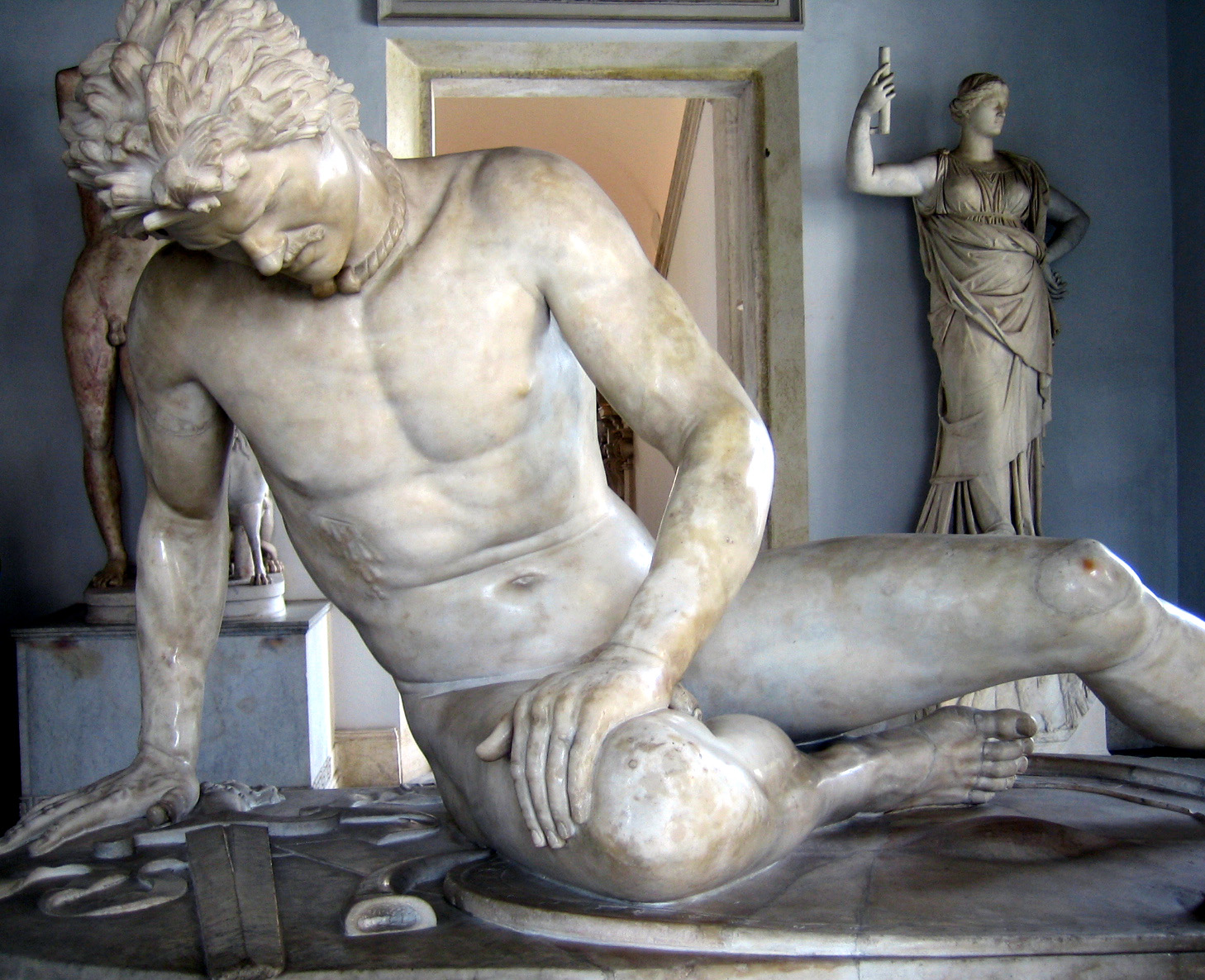
El Gálata moribundo, una copia romana en mármol de un trabajo helenístico de finales del, en el Museo Capitolino, Roma

La homosexualidad masculina ha sido descrita en las culturas celtas de la antigüedad por los antiguos autores griegos y romanos.
A pesar de que los celtas de la antigüedad pertenecían en su mayoría a culturas analfabetas, las relaciones homosexuales están bien documentadas, tanto para la Cultura de La Tène como para la época del Imperio Romano, gracias a informaciones transmitidas por autores griegos. Los autores se ocuparon exclusivamente de la homosexualidad masculina; la homosexualidad femenina no es mencionada en las fuentes clásicas.
En los análisis de los escritores de la antigüedad sobre la homosexualidad entre los celtas hay que tener en cuenta que, desde el punto de vista metodológico, no se trata de opiniones de los propios celtas, sino que se trata de descripciones y observaciones de griegos y romanos sobre un pueblo extraño. El resultado es que la comprensión de los textos se complica por la interpretatio graeca o romana, es decir, con la posible transmisión de estereotipos, prejuicios y valores propios de griegos y romanos en su opinión sobre una cultura foránea, a lo que hay que añadir el problema de la valoración del significado de las fuentes antiguas.

## Información de las fuentes clásicas
La primera mención del homoerotismo en las culturas celtas de la antigüedad es de hacia mediados del siglo IV a. C., en el Πολιτικά de Aristóteles. En el libro segundo señala que entre los celtas, al contrario que entre otros pueblos guerreros, el amor erótico entre hombres es aceptado y que los amores entre hombres se tienen en alta consideración.
El informe sobre la homosexualidad de los celtas que más influencia ha tenido en la investigación procede probablemente de la pluma de Posidonio de Apamea, que escribió hacia la primera mitad del siglo I a. C. Posidonio realizó extensos viajes por el mundo mediterráneo, visitando también las naciones vecinas, sobre todo las de Masalia, actualmente Marsella, una polis colonial griega en la época. Entre los vecinos de Masalia, en el sur de Galia, vivían pueblos celtas, por lo que Posidonio puede considerarse como un «testigo presencial». Su descripción del extendido erotismo entre hombres de los celtas no se ha conservado en su forma original; sin embargo, los recuentos sobre el tema incluidos en las compilaciones del historiógrafo Diodoro Sículo, así como en el retórico Ateneo de Náucratis (hacia el año 190), se remontan posiblemente a Posidonio. Hacia mediados del siglo I a. C., Diodoro afirma lo siguiente sobre la vida sexual de los celtas de Galia:

Aunque tienen mujeres muy hermosas, se ocupaban poco de ellas. [...] Los hombres son mucho más aficionados a su propio sexo; acostados sobre pieles, se divierten con un amante a cada lado. Lo más extraordinario es que no tienen el menor recato ni dignidad; se ofrecen a otros hombres sin la menor compunción. Además, este comportamiento no es despreciado o considerado vergonzoso: al contrario, si uno de ellos es rechazado por otro al que se ha ofrecido, se ofende.
Diodoro

Diodoro se refiere a que los celtas, en la forma que tenían de entender la sexualidad entre hombres, se desviaban de la «norma» griega y romana: la información de Diodoro lleva implícita que, al contrario de lo que ocurría en Roma y Grecia, que consideraban despreciable que los hombres libres tomaran el papel pasivo en una relación sexual, los celtas aceptaban el hecho sin problemas, lo que implica que la sociedad celta aceptaba las relaciones homosexuales entre hombres adultos libres. Posiblemente, Diodoro introdujo el tema de la «sexualidad desenfrenada» de los homoerotas celtas en sus relatos para subrayar su supuesto carácter salvaje y así diferenciar entre las costumbres griegas y romanas por un lado y el mundo «bárbaro» celta por otro.
El relato de Diodoro es confirmado a finales del siglo II por Ateneo de Náucratis, que comenta que los hombres celtas, a pesar de que entre su pueblo hay muchas mujeres hermosas, prefieren a jóvenes en sus juegos eróticos y que es habitual que duerman con dos amantes sobre pieles. Además, habrían adoptado esta costumbre de los griegos. Sobre todo, la supuesta costumbre de los celtas de aceptar el comportamiento sexual pasivo en hombres y guerreros jóvenes es confirmado por el geógrafo griego Estrabón, que lo relaciona con la agresividad celta. Una alusión a la preferencia de los celtas por el homoerotismo masculino se puede encontrar la obra teológico apologética Praeparatio Evangelica del padre de la Iglesia Eusebio de Cesarea.

## Expresión social
El problema histórico sexual de la homosexualidad masculina entre los celtas es discutida en la actualidad en el campo de las ciencias históricas. A pesar de que algunos investigadores señalan, con razón, que los informes de los autores griegos de la antigüedad sobre la vida sexual de los celtas eran exagerados hasta cierto punto y servían para mostrar una serie de estereotipos del «bárbaro» supuestamente salvaje y desenfrenado, para instrumentalizar este material de forma literaria, la mayoría de los historiadores y celtólogos actuales parten de la idea de que –sin discutir las exageraciones, los estereotipos y los prejuicios griegos contra los extranjeros–, básicamente, las relaciones homosexuales en el mundo masculino celta en la época de la Cultura de La Tène y de la Roma Imperial, antes de la cristianización de grandes áreas celtas a partir del siglo IV, estaban muy extendidas y que, tanto las relaciones entre hombres adultos libres, como aquellas entre adultos y efebos, eran, en general, aceptadas social y moralmente.
De acuerdo con las teorías modernas, las relaciones homosexuales estaban muy extendidas entre los grupos de guerreros libres, grupos que no estaban directamente relacionados con los guerreros propios de cada «tribu» celta, y tenían posiblemente una función social de amalgamar e integrar el grupo, para mantener su unidad; David Rankin habla en este contexto de «bonding rituals» (rituales de unión/vínculo). También David Greenberg relaciona estas costumbres homosexuales de los celtas paganos descritas por los griegos con el «love of warriors» («amor de los guerreros») de los grupos de guerreros, mientras que Simon James relaciona esta homosexualidad con el grupo social de los gaesetae, «un gran grupo de guerreros fuera de la estructura tribal (mercenarios, desde el punto de vista romano)». En la cultura guerrera de los gaesetae, James ve una «válvula de escape para hombres jóvenes, que buscaba su suerte durante algún tiempo fuera de la tribu». Los gaesetae ofrecían como mercenarios sus espadas por dinero, según las necesidades de otros jefes y tribus.
Peter Cherici añade a esta interpretación que la homosexualidad entre hombres y/o entre hombres y efebos también podrían haberse realizado en el marco de cultos religiosos politeístas. A su vez, señala que el amor homosexual parece no haber tenido importancia en la mitología celta y que los bardos celtas podrían haber evitado la introducción directa de aspectos homoeróticos en los mitos propios para garantizar los cultos a la fertilidad heterosexual. Por otra parte, parece que un pasaje del relato épico altomedieval irlandés de Cúchulainn ha conservado indicios de homoerotismo entre guerreros. Greenberg relaciona el que se hayan conservado señales del homoerotismo entre héroes mostrado de forma positiva en un momento tan tardío, cuando grandes áreas célticas de las islas británicas y de la Galia ya estaban cristianizadas, con el relativo aislamiento cultural de Irlanda, que no había sido incluida en el círculo cultural romano-helénico.
Helmut Birkhan relaciona especialmente las noticias procedentes de Posidonio sobre el homoerotismo celta (Diodoro y Ateneo de Apamea) con la cultura de los festejos y recepciones dentro de la política  representativa de las clases altas celtas. De forma análoga a la Grecia arcaica o del antiguo Reino de Macedonia, se podrían considerar las actividades homoeróticas como parte del estilo de vida de la nobleza; pero, a la vez, incluida en los grupos de guerreros que eran dirigidos por nobles guerreros. Birkhan también señala que la palabra celta para «atleta» que se ha conservado está relacionada etimológicamente con la palabra «pederasta», lo que podría indicar la aceptación social de los contactos homosexuales. Alexander Demandt, que confirma la existencia de relaciones homoeróticas entre los celtas, añade:

Die Keltenfrauen werden als schön bezeichnet. Trotzdem übten die Männer, wie Diodor (V 32) bezeugt, die von Römern, Karthagern und Germanen verpönte Knabenliebe. Gemäß den antiken Autoren hatten sie dies wie die Perser (Herodot I 135) von den Griechen gelernt.
Las mujeres celtas son calificadas como bellas. A pesar de ello, los hombres, como muestra Diodoro (V 32), practicaban la pederastia, tan mal vista por romanos, cartagineses y germanos. Según los autores de la Antigüedad, al igual que en el caso de los persas, lo habrían aprendido de los griegos.
Alexander Demandt

## Desarrollo cronológico
Debido a que la mayoría de la información sobre el homoerotismo entre los celtas se refiere a los tres últimos siglos antes de Cristo, se supone que los fenómenos descritos por Aristóteles, Diodoro y Estrabón son típicos para los celtas de La Tène. Sobre el origen del fenómeno no se puede decir nada con seguridad debido a la parquedad de las fuentes. A partir del siglo II, los celtas continentales comenzaron a quedar bajo el poder político de Roma o incluso directamente incluidos dentro del Imperio Romano (Hispania, norte de la península itálica, Galia, el valle del Danubio hacia el siglo I a. C., Britania hacia el siglo I). La sociedad romana estaba estructurada de forma diferente a la de los celtas en cuanto a su concepto del sexo –aquí también hay que incluir la posición social relativamente alta de las mujeres celtas en el espacio público, al contrario de lo que era el caso para las mujeres romanas–, por lo que es de suponer que, a lo largo del siglo I, la romanización de Galia, Hispania, Britania y el valle del Danubio produjo una adopción de las costumbres sociales y sexuales romanas por parte de los celtas, lo que incluiría también el homoerotismo.
En la cultura romana las relaciones sexuales entre hombres libres, pero también la pederastia con jóvenes nacidos libres, eran rechazadas por la sociedad por razones éticas y, por lo menos durante determinadas fases del Imperio, castigadas por la ley (p.ej. la Lex Scantinia); además, ser pasivos sexualmente era considerado especialmente despreciable para los hombres libres. Las relaciones sexuales entre nobles romanos y esclavos, tanto adultos como jóvenes, eran toleradas social y judicialmente hasta finales del siglo IV, pero parece que nunca terminaron de estar completamente aceptadas (véase: homosexualidad en la antigua Roma). Por lo tanto, es posible que los celtas cambiaran poco a poco sus costumbres respecto al comportamiento sexual pasivo entre hombres libres para adaptarlo al romano, por lo menos hasta el año 350, en el que ya sólo se aceptaba que fueran un aristócrata galorromano (en la parte activa) y un esclavo (joven) quienes mantuvieran relaciones sexuales, tal como era habitual en todo el Imperio en su última época. En este sentido, es interesante señalar que las antiguas leyes irlandesas Brehon del siglo VII, en su mayoría sin influencia cristiana y con origen en el derecho consuetudinario pagano, no criminalizan el comportamiento homosexual, a pesar de que reconocen la homosexualidad masculina como una razón para el divorcio de una mujer.
Con la cristianización del área de cultura celta y la extensión de la ética sexual de la primera Iglesia, entre los siglos IV y VI, las formas de erotismo homosexual todavía toleradas entre dueños y esclavos tuvieron cada vez menos aceptación y finalmente se perdió su legitimación social. También en el área briánicoirlandés se introdujeron poco a poco castigos para los comportamientos homosexuales, que, según el canon de la Iglesia, podían llegar hasta los castigos corporales. En los penitenciario de la Alta Edad Media en Irlanda y las islas británicas de los siglos VI y VII se incluye la homosexualidad entre los «pecados» y el «comportamiento contra natura», con el correspondiente rechazo y multa.